# Mandeville, Eure

Mandeville este o comună în departamentul Eure, Franța. În 1 ianuarie 2022 avea o populație de 343 de locuitori.